# Dagmar Hansen
Dagmar Julie Augusta Hansen, född 12 november 1871 (troligen 1874 enligt Nationalencyklopedin), död 13 april 1959, var en dansk varietéartist, även kallad "Skandinaviens främsta chansonette".